# Mahavelo (Vondrozo)
Pour les articles homonymes, voir Mahavelo.
Mahavelo est une commune urbaine malgache située dans la partie nord-ouest de la région d'Atsimo-Atsinanana.